# De fire store
 For alternative betydninger, se De fire store (flertydig). (Se også artikler, som begynder med De fire store)
"De fire store" er et udtryk brugt af Gyldendal i deres markedsføring af forlagets fire dominerende forfattere i norsk litteratur i den realistiske periode 1860-1890:  Bjørnstjerne Bjørnson, Henrik Ibsen, Jonas Lie og Alexander Kielland.
Begrebet blev introduceret omkring 1920, måske inspireret af at begrebet blev brugt om krigsmagterne under første verdenskrig. Selv om flere af forfatterskaberne i dag kun læses lidt, udgives paradoksalt nok fremdeles samleudgaver med de fires samlede værker. 
| Sprog og litteratur | Spire Denne artikel om litteratur er en spire som bør udbygges. Du er velkommen til at hjælpe Wikipedia ved at udvide den. |